# Gand-Wevelgem féminin
Gand-Wevelgem féminin est une course cycliste belge créée en 2012 au niveau national, et qui intègre le calendrier UCI en 2014. Il s'agit de la version féminine de la course éponyme qui se déroule le même jour. La course a lieu sur environ 120 kilomètres. En 2016, elle intègre l'UCI World Tour féminin.

## Palmarès
| Année | Vainqueur         | Deuxième          | Troisième                 |
| ----- | ----------------- | ----------------- | ------------------------- |
| 2012  | Lizzie Armitstead | Iris Slappendel   | Jessie Daams              |
| 2013  | Kirsten Wild      | Sanne van Paassen | Kelly Druyts              |
| 2014  | Lauren Hall       | Janneke Ensing    | Vera Koedooder            |
| 2015  | Floortje Mackaij  | Janneke Ensing    | Chloe Hosking             |
| 2016  | Chantal Blaak     | Lisa Brennauer    | Lucinda Brand             |
| 2017  | Lotta Lepistö     | Jolien D'Hoore    | Coryn Rivera              |
| 2018  | Marta Bastianelli | Jolien D'Hoore    | Lisa Klein                |
| 2019  | Kirsten Wild      | Lorena Wiebes     | Letizia Paternoster       |
| 2020  | Jolien D'Hoore    | Lotte Kopecky     | Lisa Brennauer            |
| 2021  | Marianne Vos      | Lotte Kopecky     | Lisa Brennauer            |
| 2022  | Elisa Balsamo     | Marianne Vos      | Maria Giulia Confalonieri |
| 2023  | Marlen Reusser    | Megan Jastrab     | Maike van der Duin        |
| 2024  | Lorena Wiebes     | Elisa Balsamo     | Chiara Consonni           |
| 2025  | Lorena Wiebes     | Elisa Balsamo     | Charlotte Kool            |

## Variantes
Depuis 1934, Gand-Wevelgem est organisé pour les hommes. Il existe également :
- une compétition masculine juniors (moins de 19 ans), le Gand-Wevelgem/Grand Prix André Noyelle-Ieper, qui fait partie de la Coupe des Nations juniors ;
- une compétition féminine juniors (moins de 19 ans), Gand-Wevelgem juniors, qui fait partie de la Coupe des Nations féminine juniors ;
- une compétition masculine espoirs (moins de 23 ans), Gand-Wevelgem/Kattekoers-Ieper, qui fait partie de la Coupe des Nations espoirs ;
- une compétition pour les débutants garçons (moins de 17 ans), qui fait partie de la Coupe de Belgique ;
- une compétition pour les débutantes filles (moins de 17 ans), qui fait partie de la Coupe de Belgique.